# Bugga loss
Bugga loss är ett studioalbum av dansbandet Tonix från 1988.

## Låtlista
1. Bugga loss (Åke Hallgren)
2. Flyg fri (Ingrid Jönsson-Tomas Pettersson-Karl-Johan Jonsson-Roger Lennartsson)
3. (Hon är) Min stora kärlek (Martin Klaman)
4. Sommaren med dig (Rune Sundby)
5. Putti putti (Instrumental) (Jay Epae)
6. Ta' vara på den du har kär (Sören Eklund-Hans Siden)
7. En bukett röda rosor (Bouquet of roses) (Steve Nelson-Bob Hillyard-Sven-Olof Sandberg)
8. Säg. får jag lov min vän (Do you wanna dance?) (Bobby Freeman-Keith Almgren )
9. Du finns här i mina tankar (Jan-Erik Karlzon)
10. Blue (Instrumental) (Peter De Wijn)
11. Du får inte tro (Jan-Erik Karlzon-Owe Midner)
12. När vi går en liten stund här på jorden (Martin Klaman-Keith Almgren)
13. Leva på kärlek (Torgny Söderberg)
14. Vet att jag blev född att älska dig (Nothing's gonna change my love for you) (Michael Masser-Gerry Goffin-Ingela Forsman)
15. En enda natt med dig (Lasse Holm)